# 守勢現實主義
守勢現實主義，或譯防禦性現實主義，是从国际关系新现实主义学派衍生出来的一种结构理论。它起源于政治学家肯尼思·华尔兹的国际政治理论，华尔兹认为，国际体系的无政府结构鼓励国家保持适度和保留的政策以获得安全。攻勢現實主义认为国家寻求最大化其权力，而守勢新現實主义认为，进攻性新现实主义者的侵略扩张理论破坏了国家遵循均势理论的倾向，从而降低了国家的首要目标，他们认为这是为了确保国家的安全。虽然守勢現實主義并不否认州际冲突的现实，也不否认国家扩张的动机确实存在，但它认为这些动机是零星的，而不是普遍存在的。守勢新現實主义指向使用“结构修饰语”，如安全困境和地缘政治，以及精英的信仰和观念来解释冲突的爆发。

## 起源
守勢新現實主義是结构现实主义的一部分，又称新现实主义，是国际关系理论中现实主义思想流派的一个子部分。新现实主义因此是从现实主义的五个基本理论假设出发，这五个理论假设是由进攻性的新现实主义学者米尔斯海默在《国际机构的虚假承诺》中概述的。这些假设如下：
1. 国际体系是无政府主义的。
2. 各国天生就具有一些进攻性军事能力，这使它们有能力相互伤害，甚至可能相互毁灭。
3. 各国永远不能确定其他国家的意图。
4. 生存是驱动动力的基本状态。
5. 各国在战略上思考如何在国际体系中生存。

这五个假设推动了新现实主义的信念，即国家生存是通过“自助”来实现的，然而，新现实主义背离了古典现实主义的另一个主要假设，即是人性的缺陷和复杂性驱动了国际体系，新现实主义者认为，国际体系结构固有的无政府状态是国际政治的驱动力。正是基于这些关键的新现实主义假设，防御和进攻性的新现实主义者建立了对国家行为模式的相互竞争的理解。

## 主要理论

### 守勢新現實主义
正如肯尼思·华尔兹在其开创性的《国际政治理论》理论中所说，守勢新現實主义者认为，国际体系的无政府性质鼓励各国采取防御性和温和的政策。他们认为，国家本质上不是侵略性的，“国家首先关心的不是权力最大化，而是维持其在制度中的地位”这是与攻击性新现实主义的关键出发点，后者认为无政府状态鼓励国家大力增加国家权力，因为“世界受到谴责”为了持久的大国竞争。
守勢現實主義者发现了一些关于进攻性现实主义支持侵略性扩张权力的问题。基于华尔兹的均势理论和“均势比炫耀更为普遍”的假设 ，守勢現實主義者断言，在国际体系中谋求霸权的国家将被寻求维持现状的其他国家制衡。进攻性现实主义者认为国家内在地渴望全球霸权或地方霸权，而守勢現實主義者则认为，国家是社会化的，并意识到历史先例，守勢現實主義者认为，国家为了达到霸权的目的而进行的侵略和扩张通常表现为吸引其他国家的抵抗。因此，侵略被认为是在实现安全目标方面弄巧成拙，而守勢現實主義者认为安全是国家的首要目标。事实上，杰克·斯奈德断言，“国际无政府状态惩罚侵略，而不是奖励侵略。”
这一假设反过来又说明了守勢現實主義的主张，即征服行为实际上是弊大于利。守勢新現實主义者指出，征服面临的问题是多种多样的，既存在于扩张的开始阶段，也存在于占领时期。他们认为，征服一个国家的人口是危险和困难的，特别是在面对现代民族主义概念时，如果国家被征服，民族主义可以提供一种有效的抵抗叙述。这增加了本已昂贵的占领进程，特别是在依靠行动和运输自由促进经济繁荣的社会中，因为这些社会容易遭到破坏和禁运。此外，新获得的基础设施必须得到保护并在遭到破坏时重建，新边界的防御必须得到巩固，当地工人可能抵制向新当局提供熟练劳动力，所有这些都给征服国的经济和生产能力带来了沉重的压力。与进攻性的新现实主义者不同，守勢現實主義者断言，这些压力超过了国家从被征服的领土、资源和基础设施中获得的经济利益。

### 个人安全与国家安全
守勢現實主義者还指出了个人安全和国家安全之间的脱节，他们认为进攻性现实主义者将两者混为一谈。守勢現實主義者断言，“国家不像人类处于自然状态时那么脆弱”，而摧毁国家是一项艰巨而漫长的任务。他们主张，各国，特别是大国，可以等待明确的攻击证据，而不是采取先发制人的打击或对无意中的威胁作出不适当的反应。这方面至关重要。它允许克服或至少减少新现实主义一个突出理论的影响：安全困境或螺旋模型。
守勢現實主義者由约翰·赫尔茨在其1951年的著作《政治现实主义和政治理想主义》中提出，他认为，正如罗伯特·杰维斯（Robert Jervis）在1978年的《安全困境下的合作》（Cooperation Under the security diplease）中所阐述的那样，安全困境是由攻防平衡倾向于防御能力而非进攻能力的假设所定义的。第一次世界大战及其后的敌对行动的爆发通常被用作一个例子，这场战争使得各国错误地认为进攻能力优于防御能力，进而造成了政治失衡。守勢現實主義者认为，正如在第一次世界大战中一样，进攻性的统治往往没有政治现实和军事现实的支持，事实上，这种观点的一个关键组成部分是地理，进攻性现实主义者如约翰·米尔斯海默主张，由于河流、山脉、沙漠、海洋、丛林等存在的天然屏障，通常会抑制电力的投射。这些行动和后勤问题只会随着行动地区离侵略者越来越远而增加。
此外，守勢新現實主义者断言，一个国家的核武器库存或其盟国的核武库所提供的第二次打击能力，抑制了侵略国征服另一个国家的能力。这被用作证据，证明防御能力最终胜过进攻能力，并鼓励各国采取防御性和克制性政策。事实上，罗伯特·杰维斯指出，当安全困境向有利于国防的方向倾斜时，“国际无政府状态相对不重要”，因为“现状国家可以使自己更加安全，而不会严重危及他人。”
然而，这并不意味着防御性的新现实主义者否认存在国家扩张的机会，也不意味着国家不应利用这些机会。正如斯蒂芬·范·埃弗拉在《战争起因：权力与冲突根源》（Causes of War: Power and the Roots of Conflict）一书中所说，有时希望维持现状的国家必须成为侵略者，以防止日后对自己或其盟国的侵略。 这一点对于缺乏保护性地理障碍的国家尤其重要，即使他们采取了促进现状的政策。在这里，平衡行为的实施更加突然，它更有可能恐吓其他国家，进攻性政策更有可能得到实施。然而，防御性的新现实主义者认为，有利的进攻平衡是例外，而不是规则，不必要的侵略和扩张是自取灭亡和适得其反的。

### 精英主义
守勢新现实主义者声称，精英的观念和信仰是国家间冲突爆发的关键。与地理和安全困境一样，守勢新現實主义者认为，这些看法是一种结构调整，一种破坏力量平衡的反常现象，而不是一种基本的进攻性新现实主义假设的证据，即国际体系的无政府结构通过增加相对安全来鼓励安全国家权力。这些观念以多种方式表现出来，而且经常以不规则的方式使用，从而恐吓其他国家。它们可以导致精英夸大威胁，以调动资源和促进扩张，或者反过来，由于国内问题优先于国际问题，阻止精英认识到或纠正其在国际体系中日益衰落的权力。
精英阶层的观念，尤其是在军队等团体的主导下，与其他支持扩张主义意识形态的团体联合起来，可能会导致一个国家的过度扩张。这是因为多个集团主导着一个非常集中的体系，每个集团制定的目标往往不同。因此，有效地限制和平衡扩张是困难的或被忽视的。尽管取得了巨大的领土收益，但它们没有得到有效的巩固，人口没有被征服或纳入国家的叙述，资源没有得到有效的开发，迅速的扩张变得不可持续。如果精英们意识到了他们的错误，那么纠正他们的大战略是非常困难的，因为这种叙述既卖给了自己的成员，也卖给了公众，实际上是谴责国家失败。日本帝国从20世纪30年代开始的快速扩张和随后的崩溃就是一个例证。

## 批评
尽管守勢現實主義对国际关系理论做出了重大贡献，并且有许多著名的支持者，如肯尼思·华尔兹、斯蒂芬·范·埃弗拉和查尔斯·格拉泽，但它还是受到了攻勢现实主义者和其他学者的批评。一个主要的争论点是各国在准确评估攻防平衡方面所面临的困难。这是因为战争的不确定性，也因为在更基本的层面上，用于发动战争的军事装备本来就是模棱两可的。装备在本质上既不坚固防御也不进攻，其模糊性只会随着装备的先进性和能力的发展而增加。如果考虑到国家政策、战略和关系，这一点就更加复杂了。根据被评估国和被评估国之间的政治背景和历史，可以合理地确定某些军事装备是用于进攻或防御用途，而不管实际情况如何。
守勢現實主義的批评者断言，这种根深蒂固的模糊性，即使面对现实主义的假设，即国家理性地、战略性地思考如何生存，对国家来说，也是一个太大的冒险。他们断言，各国自然会假设最坏的情况，以确保自己在“自助”环境中的安全，现实主义者认为这种环境主导着无政府主义的国际体系。斯蒂芬·沃尔特（Stephen Walt）简要总结了这一观点：“如果国家无法衡量攻防平衡或区分攻防能力，那么，寻求安全的国家就无法摆脱安全困境，也无法以令人信服的方式表明它们的和平意图。”假设所谓的国家间缺乏明确信号的现象正如守勢現實主義的批评者所说的那样普遍，那么，这显然是一个对守勢現實主義有效性的质疑。

## 引用
1. 1 2  Waltz 1979.
2. 1 2  Mearsheimer 2001.
3. ↑  Layne 2003.
4. ↑  Taliaferro 2000/01.
5. ↑  Mearsheimer 1994-1995.
6. ↑  Mearsheimer 2006
7. ↑  Morgenthau 1948.
8. ↑  Machiavelli 2010.
9. ↑  Waltz 1979, p. 126.
10. ↑  Snyder 1991, p. 11.
11. ↑  Jervis 1978, p. 172.
12. ↑  Jervis 1978, p. 187.
13. ↑  Van Evera 1999.
14. ↑  Schweller 2006.
15. ↑  Kupchan 1994.
16. ↑  Walt 2002.